# Džigolj
Džigolj (en serbe cyrillique : Џигољ) est un village de Serbie situé dans la municipalité de Prokuplje, district de Toplica. Au recensement de 2011, il comptait 214 habitants.

## Démographie
| 1948 | 1953 | 1961 | 1971 | 1981 | 1991 | 2002 | 2011 |
| ---- | ---- | ---- | ---- | ---- | ---- | ---- | ---- |
| 568  | 603  | 589  | 527  | 490  | 497  | 276  | 214  |

|  |